# フランソワ・キャスタン
フランソワ・キャスタン（François J. Castaing、1945年3月18日 - 2023年7月27日）は、フランス出身の自動車技術者である。ルノー、アメリカン・モーターズ（AMC）、クライスラーで要職を務めた。

## 概要
ルノー、ゴルディーニ、アルピーヌが合併した頃の同社の技術部門の責任者で、専門分野はエンジン。同社の1970年代のル・マン24時間レース参戦（1978年に総合優勝）や、フォーミュラ2（F2）、フォーミュラ1（F1）への参戦でもその活動の中核を担った。（→#ゴルディーニ - ルノー）
1979年にルノーが米国のアメリカン・モーターズ（AMC）を傘下にした際に米国に移り、以降はAMC、クライスラー（1987年にAMCを買収）で技術部門の重役を務めて活躍した。（→#AMC - クライスラー）
2010年に米国の自動車殿堂で殿堂入りを果たした。

## 経歴

### ゴルディーニ - ルノー
キャスタンは、フランス国立高等工芸学校（パリ工科大学）で工学を修めた。その学生時代の卒業論文のテーマを自動車としたことで担当教授からアメデ・ゴルディーニを紹介され、学生最後の年はゴルディーニに通い、この際、アメデからも意欲を見込まれ、卒業後の1968年7月から同社に雇われた。
ゴルディーニに正式に雇われて最初の仕事は同年9月のル・マン24時間レースへの参加で、この時からモータースポーツに関わり始め、ほどなく同社において頭角を現していった。
その後、兵役のために一時的にゴルディーニを離れ、1970年春にキャスタンが戻ってきた時には同社はルノーに吸収合併されていた。
1972年、フランスの石油会社エルフは、当時開催されていたヨーロッパ・スポーツカー選手権に参戦するため、ルノーに資金提供して新型エンジンを開発を依頼した。実際の開発を任されたキャスタンは、2リッター規定で争われる同選手権の規定に合わせ、2リッターの自然吸気V6エンジン「ルノー・ゴルディーニ・CH1」を設計した。このエンジンは、その後の1970年代から1980年代前半にかけてのルノー製レーシングエンジンの基礎となり、ルノーのモータースポーツ活動の歴史において非常に重要なものとなる。

#### テクニカルディレクター
1973年にルノーはアルピーヌを吸収し、1960年代から関係の深かったルノー、ゴルディーニ、アルピーヌの3社はひとつとなった。この時期にアメデ・ゴルディーニは引退し、キャスタンはその職を引き継ぎ、ルノーのレース部門の技術面を統括する立場であるテクニカルディレクターとなった。ルノーはレース部門全体の統括はジェラール・ラルースに委ね、ラルースの主導で1976年にルノー・スポールが設立された。
そうして、ラルースとキャスタンが主導する体制の下、ルノー・スポールは1977年からF1への参戦を始めた（詳細は「ルノーF1」を参照）。当時の開発部門において、キャスタンがかつて設計したCH1をベースとして、ジャン＝ピエール・ブーディとベルナール・デュドが、ターボチャージャーを搭載したエンジンの開発に熱心に取り組んだ。そして、以前から参戦していたル・マン24時間レースにおいて、1978年のレースでルノーは初の総合優勝を収め、以降はF1に注力するようになったことで、1979年フランスグランプリで、ルノーはF1初優勝を果たした。
この時期、キャスタンは、ルノー・スポールのような技術的に複雑な組織を率いるのはドライバー出身のラルースより自分のほうがふさわしいと主張した。キャスタンが仕掛けたこの内紛に対してルノー本社のモータースポーツ担当幹部であるベルナール・アノンが仲裁に動き、アノンはラルースに続投させることを決めた。

### AMC - クライスラー

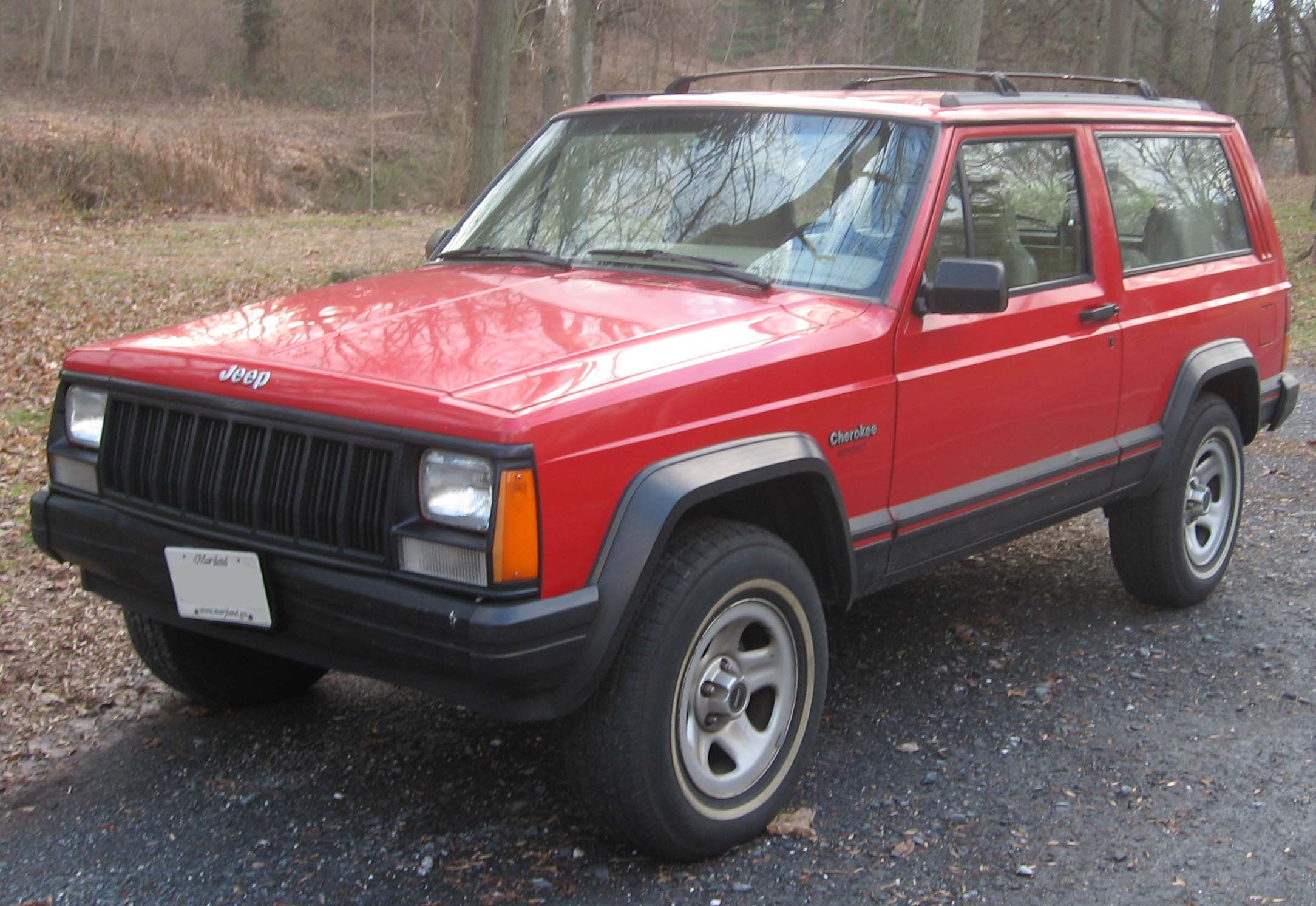
ジープ・チェロスキー（XJ）

1980年、上述の内紛で敗れたキャスタンはルノー資本となったアメリカン・モーターズ（AMC）の製品開発および開発担当の副社長に任命され、翌年に家族とともに米国のミシガン州デトロイトに移住した。
AMCでは、ジープ・チェロキー（XJ）の開発が特に知られる。この際、キャスタンは同社でそれまで行われていた慣行を改め、商品ライフサイクルマネジメント（PLM）を導入した。同時に、CADの導入のように、開発現場の効率化にも取り組んだ。
1987年、AMCはクライスラーに買収されたが、キャスタンは同社に留まり、設計部門の責任者となった。そうして、それまでキャスタンがAMCで導入していた手法は、当時のクライスラーよりも進んでいたため、クライスラー全体で採用された。
クライスラーによる買収後、ジープ・チェロスキーはクライスラー全体の利益の1/3を稼ぎ出すほどの人気車となり、キャスタンを含むAMC出身者はクライスラーでも出世し、キャスタンもクライスラーにおけるエンジニアリング担当の副社長に任命された。

#### クライスラー副社長時代
クライスラーの社長であるボブ・ラッツは、AMC流の開発手法を支持したことから、キャスタンとの間には協力関係が築かれた。
ラッツの支持の下、キャスタンはそれまでルノー由来の車体で製造されていたイーグル・プレミア（AMC・イーグル）の設計を破棄することにし、新たな車体プラットフォーム（車台）を導入することにした。そうして開発されたのが、クライスラー・LHプラットフォームである。
プレミアをベースに考案されたこのプラットフォームは、ダッジ・イントレピッド（初代）、クライスラー・コンコード（初代）、クライスラー・LHS（初代）、クライスラー・ニューヨーカー（11代目）といった様々な車両に使用され、これらは1990年代前半にクライスラーに大きな利益をもたらした。
バイパー（初代）もキャスタンが開発を指揮していた時期に導入された。同車を開発するに当たり、ラッツとキャスタンは50名から成る「ダッジ・バイパーチーム」を組織し、キャスタン自身が「非合理的なもの（Unreasonable）」と認め、大企業的な手続きへの「反乱（Rebellion）」とも呼んだ同車の開発を推進した。キャスタンは特に同車のV10エンジンの開発にも不可欠な存在だったと言われている。
1996年にキャスタンはクライスラーの上級副社長となった。その後、1998年にクライスラーがダイムラー・ベンツと合併してダイムラークライスラーとなると、同社の共同CEO（クライスラー出身）であるロバート・イートンの技術アドバイザーを任され、2000年に同社を去るまでその職を務めた。
2023年7月27日に死去した。78歳没。

## 栄典
- 2010年 米国自動車殿堂 殿堂者[1]